# مارتن كرومبتون
مارتن كرومبتون (بالإنجليزية: Martin Crompton)‏ هو لاعب دوري الرغبي أيرلندي، ولد في 29 سبتمبر 1969 في Ince-in-Makerfield ‏ في المملكة المتحدة.